# Veteranbilsverkstan
Veteranbilsverkstan (originaltitel: Classic Car Garage) är en brittisk dokumentärserie vars första säsong består av 10 avsnitt och hade premiär 20 april 2023. Serien visas på SVT Play med start 17 mars 2024.

## Handling
Serien handlar om veteranbilsspecialisten Colin Denton och hans team som välkomnar veteranbilar och deras ägare till sitt garage och hjälper till med typiska bilproblem, stora som små.

## Medverkande (i urval)
- Colin Denton